# 張堪
張堪（？—？），字君游，南陽郡宛縣（今河南省南陽市）人，東漢蜀郡太守，張衡祖父。

## 生平
張堪早孤，將其父親的財產數百萬給了姪子。張堪十六歲時，到長安學習，研習梁丘易，由於張堪志向高遠、品行端正，京師的人們都稱他為「聖童」。
劉秀年輕時，見張堪志向品行，經常稱讚他。劉秀稱帝後，中郎將來歙舉薦張堪，張堪被任命為郎中，三次升遷任謁者。後來張堪奉命運輸質地細薄的絲織品，率領七千騎兵，隨大司馬吳漢討伐公孫述，路途中張堪被任命為蜀郡太守。當時漢軍只剩七天糧食，暗中準備船隻打算撤軍，張堪知道後，跑去見吳漢，說明公孫述必敗，不應該撤軍，並獻上計策。吳漢採納張堪建議，故意顯得軍力薄弱藉此誘敵出擊，公孫述果然出戰，結果公孫述戰死城下。成都被攻下後，張堪進入成都城，檢閱庫藏，收其珍寶，一一清點登記於冊，上報朝廷，沒有任何一件落入私囊。張堪安撫官吏百姓，蜀中大悅。

### 漁陽太守任內
張堪在蜀郡兩年，後任騎都尉，建武十五年（公元39年），張堪率領驃騎將軍杜茂帳下軍隊，大破匈奴於高柳縣，於是被任命為漁陽太守。張堪打擊犯罪、賞罰必信，官吏百姓都樂意為他效命。匈奴曾以萬餘騎兵進攻漁陽，張堪率數千騎兵奔襲，大破匈奴軍，漁陽郡界得以安寧。張堪在狐奴縣開稻田八千多頃，教導百姓耕種，百姓因此逐漸富裕。百姓們歌頌：「桑無附枝，兩岐長滿了麥穗，張君爲政，百姓樂不可支。」《樂府詩集》收錄其歌謠，名為《張君歌》，張堪在漁陽任內八年，匈奴不敢進犯。
漢光武帝召見全國各郡掌簿籍並負責上計的官員，問他們郡內風土和前後郡守的政績。蜀郡計掾樊顯進言闡述張堪恩德，講述當年公孫述敗亡時，珍寶堆積如山足以讓人稱富十代，張堪辭去職務，卻只乘坐車轅折斷的破車，用布披蓋行李而已。漢光武帝聽聞後，嘆息許久，拜樊顯為魚復長，打算徵用張堪，恰逢張堪病逝，漢光武帝深感可惜，下詔褒獎張堪，賜帛百匹。

## 軼事
張堪與同縣的朱暉都頗有名氣，張堪曾於太學見過朱暉，很看重朱暉，甚至握著朱暉之手臂說他打算將來將妻兒託付給朱暉。朱暉認爲張堪是前輩，因此不敢回答，在那之後都沒有見過面。張堪去世後，朱暉聽聞張堪的妻兒生活困苦，於是親自探望，並且救濟幫助他們。朱暉的小兒子朱頡覺得奇怪而問說：「從來沒有聽說過父親和張堪是朋友，子孫們也都覺得很奇怪。」朱暉回答說張堪曾和他有知己之言，他早已銘記於心。

## 評價
- 樊顯：漁陽太守張堪昔在蜀，其仁以惠下，威能討奸。前公孫述破時，珍寶山積，捲握之物，足富十世，而堪去職之日，乘折轅車，布被囊而已。《後漢書·張堪傳》
- 劉秀：平陽丞李善稱故令范遷於張堪，令人靣熱出汗，其賜堪家新繒百匹，以表廉吏。《東觀漢記·張堪傳》
- 程登吉：張堪守漁陽，麥穗兩歧。《幼學瓊林》

## 外部連結
- 中國哲學書電子化計劃《南陽縣志三》 （页面存档备份，存于）
- 中國哲學書電子化計劃《後漢書·郭杜孔張廉王蘇羊賈陸列傳》 （页面存档备份，存于）

## 延伸阅读
[在维基数据编辑]
 《後漢書·卷31》，出自范晔《後漢書》
 《東觀漢記》